# Futuro Entrenador de Reacción de Airbus
El Futuro Entrenador de Reacción de Airbus o AFJT (siglas del inglés Airbus Future Jet Trainer) es una propuesta de avión de entrenamiento avanzado militar realizada por Airbus DS España. El AFJT sería un avión de reacción transónico, biplaza y monomotor que reemplazaría a los obsoletos entrenadores CASA C-101 Aviojet y F-5 Freedom Fighter utilizados por el Ejército del Aire y del Espacio español. Se le podrían instalar simuladores de sistemas de armas así como una biblioteca de objetivos y amenazas. Además según las necesidades, podría incorporar un cañón interno y un radar multimodal. Adicionalmente, a partir de la base del entrenador avanzado AFJT se podría crear un avión de ataque ligero con una sola plaza, para misiones de defensa aérea, policía aérea y reconocimiento. Incluso se podría crear una nueva generación de aviones no tripulados de ataque. También se podría utilizar como avión de vuelos acrobáticos en la Patrulla Águila.

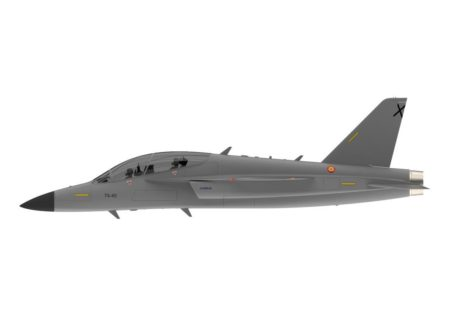
Vista de perfil del AFJT.

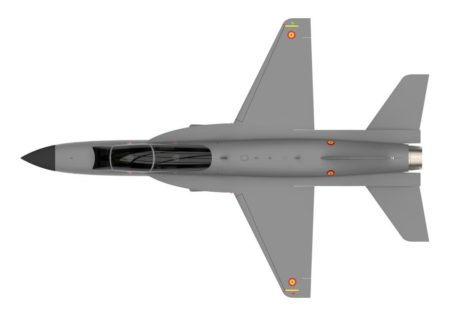
Vista de planta del AFJT.

## Historia
En octubre de 2020 Airbus DS España dio a conocer el programa públicamente como un "programa diseñado por y para España" que proporcionaría al Ejército del Aire español las capacidades operativas de entrenamiento requeridas en el futuro por los pilotos de Eurofighter, F-18 Hornet y, particularmente, del Futuro Sistema Aéreo de Combate (FCAS), al mismo tiempo que desarrollaría la industria y la tecnología españolas, permitiendo al país continuar siendo un referente en los sectores aeroespacial y de defensa. Se consideraba que sería un programa tractor de la economía española y que generaría una importante cantidad de empleos estables y de alta calidad. Además, el conocimiento generado en ingeniería y diseño abriría nuevas oportunidades a la industria española en el futuro. Según el plan original, el primer vuelo de un prototipo de AFJT sería en 2025 y las primeras entregas a cliente alrededor de 2027. La vida operativa del AFJT debería ir más allá de 2050.
En enero de 2021, representantes del Ejército del Aire y de la Dirección General de Armamento y Material (DGAM) indicaron que se estaba considerando la adquisición de 55 aviones de entrenamiento avanzado en dos fases (primero 30 unidades y después otras 25).
En marzo de 2021 el Ministerio de Defensa de España confirmó que no disponía de los fondos necesarios para financiar el proyecto y que se estaba explorando la posibilidad de que Francia y Alemania se incorporasen al proyecto, países también involucrados en el desarrollo del FCAS, y obtener así acceso a los fondos PESCO de la Unión Europea.
En diciembre de 2022 se plantean dudas sobre el futuro del proyecto: el 17 de noviembre se reúnen el director ejecutivo de Airbus Defence and Space, Michael Schoellhorn, con el ministro de industria de Corea del Sur, Lee Chang-yang, para proponer la colaboración en el sector aeroespacial con la empresa coreana KAI, empezando por la comercialización conjunta en Europa del avión de combate ligero FA-50. de un perfil comparable al del AFJT. Algunos medios de prensa asocian el anuncio con el desinterés de la matriz de Airbus DS en el proyecto promovido por la filial española Tampoco aparecen referencias al proyecto entre las iniciativas de I+D del Ministerio de Defensa español para 2023.

## Contratistas
En la propuesta original del AFJT se buscaba que el proyecto fuese acometido en su gran mayoría por contratistas españoles y solo unos pocos componentes muy específicos fuesen producidos en el extranjero. Concretamente, se identificaron las siguientes empresas y responsabilidades:
- Airbus DS: diseño, integración y ensamblaje
- GMV: software y sistemas de vuelo
- Indra: simuladores de vuelo y sistemas
- Tecnobit: sistemas de comunicaciones e interfaz para pilotos
- CESA: tren de aterrizaje y actuadores
- ITP Aero: motores
- Aernnova, Aciturri, Alestis: cadena de suministro
- INTA: certificación

Con la eventual incorporación de Francia y Alemania al proyecto, es de esperar que sus empresas recojan una parte considerable de las responsabilidades originalmente asignadas a estas empresas españolas.

### Aeronaves similares
- KAI FA-50
- Leonardo M-346 Master
- Boeing T-7 Red Hawk
- TAI Hürjet